# Una (rzeka)

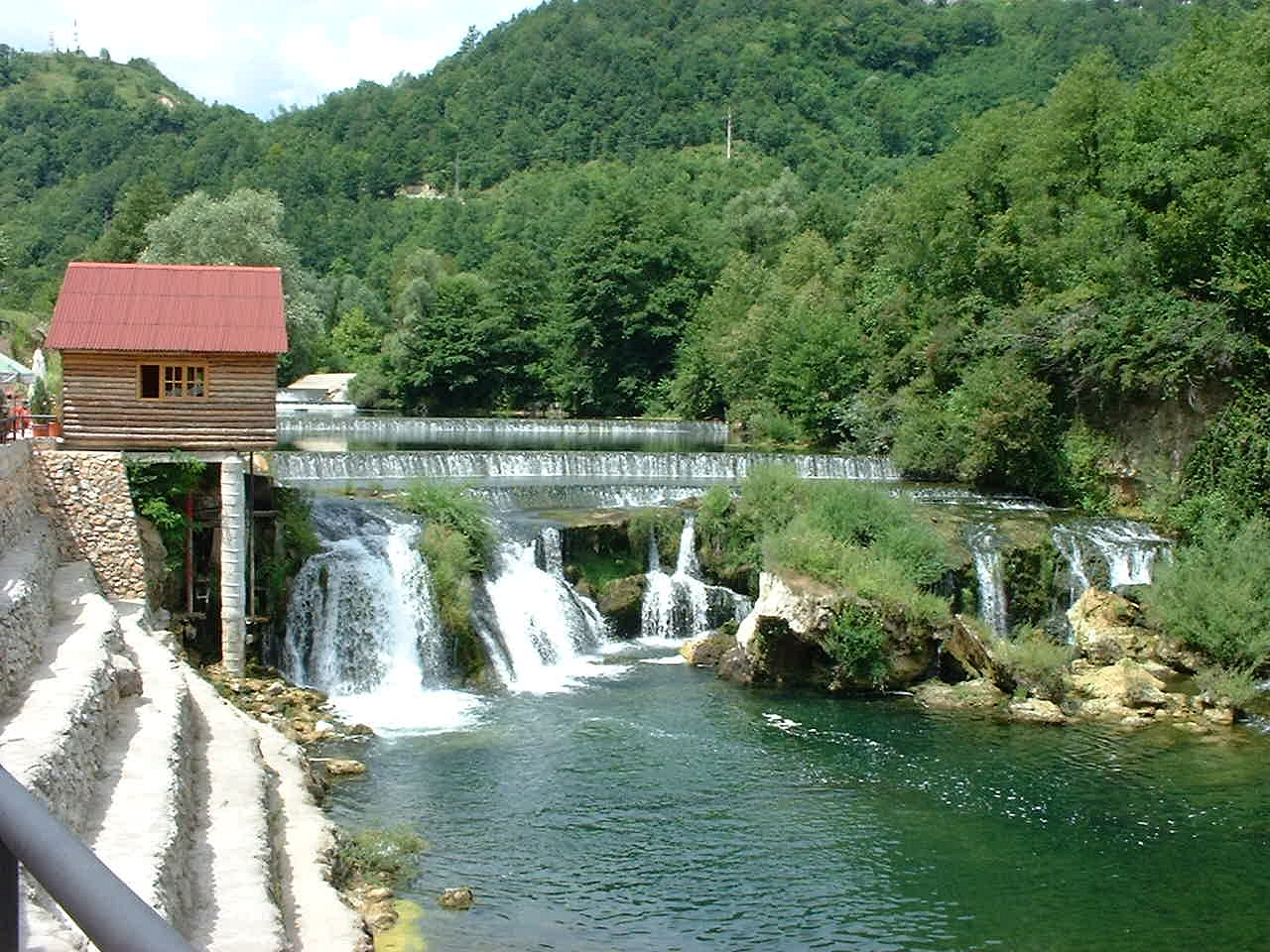
Wodospad na Unie w Kostelach (Bośnia)

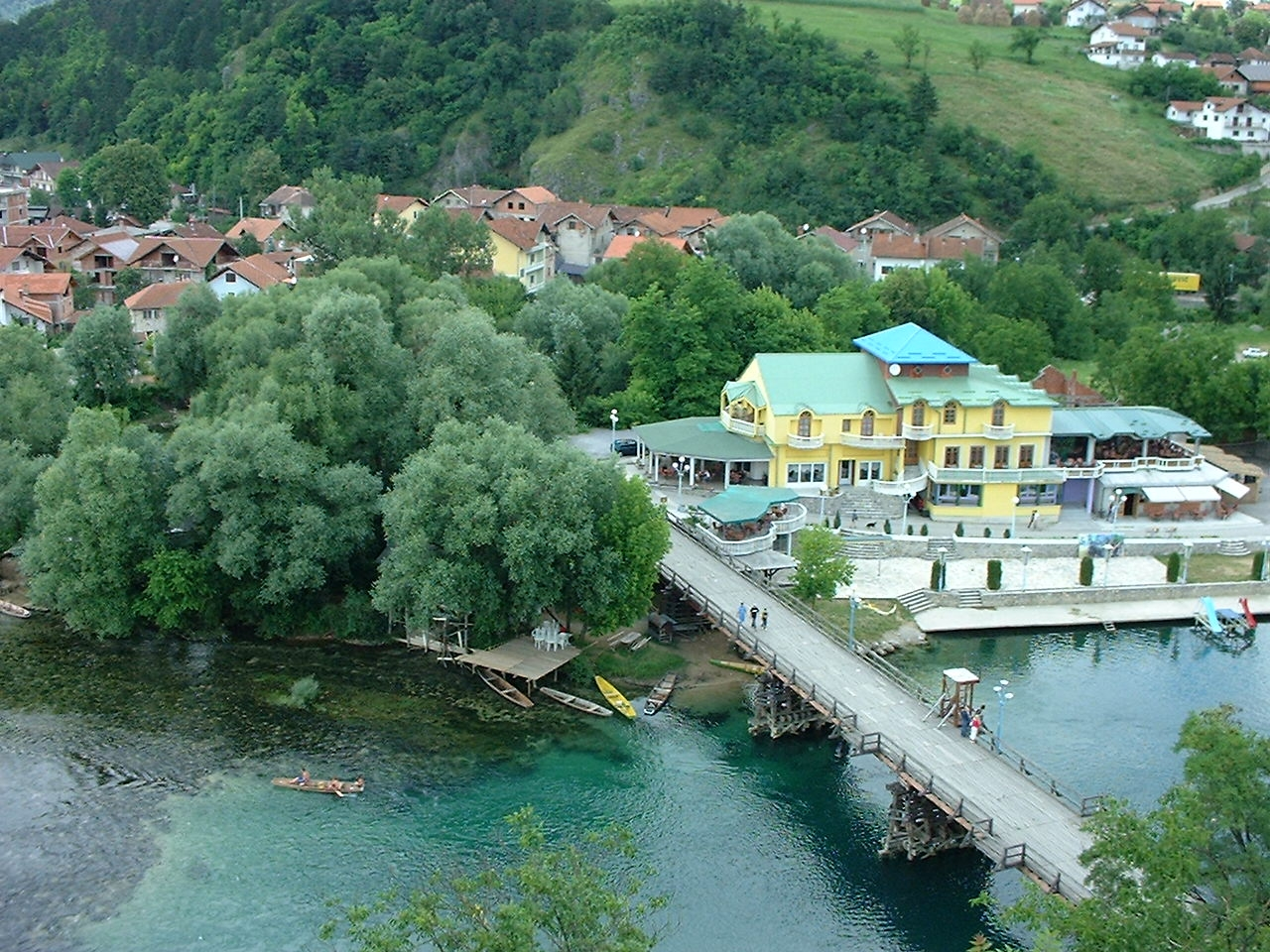
Una w Bosanskiej Krupie

Una (serb. Уна) – rzeka w zachodniej Bośni i Hercegowinie i w południowej Chorwacji (Dalmacji), w dorzeczu Dunaju. Długość – 212 km, powierzchnia zlewni – 9368 km², średni przepływ – 202 m³/s.
Źródło Uny leży w Chorwacji, na północnym skraju pasma górskiego Ilica w Górach Dynarskich, na wysokości około 520 m n.p.m. Znajduje się na terenie wsi Donja Suvaja. Z głębokiego na 248 m krasowego źródła, spod skalnych ścian masywu Stražebnicy, Una wypływa już jako spora rzeka. Źródło Uny jest najgłębszym źródłem w Chorwacji i jednym z pięciu najgłebszych na świecie.
Rzeka płynie stamtąd na północny zachód i na dwóch odcinkach stanowi granicę chorwacko-bośniacką. Koło miasta Bihać w Bośni Una zatacza szeroki łuk, opływając północny skraj pasma górskiego Grmeč. W samym Bihaću rozdziela się na kilka ramion, opływających niewielkie wysepki. Stamtąd płynie na północny wschód przez przedgórze Gór Dynarskich, zataczając kilka zakrętów. Koło miasta Bosanski Novi przyjmuje swój największy dopływ Sanę. Od tej okolicy do ujścia znów stanowi granicę chorwacko-bośniacką. W okolicy miast Hrvatska Kostajnica (po stronie chorwackiej) i Bosanska Kostajnica (po stronie bośniackiej) Una zmienia kierunek na wschodni. Koło Dubicy – Kozarskiej Dubicy Una wypływa w dolinę Sawy, gdzie meandrując uchodzi do Sawy w okolicy chorwackiej wsi Jasenovac. Ujście leży na wysokości 94 m n.p.m.
Największe dopływy Uny to Dabašnica, Unac, Sana, Žirovac, Mlječanica, Moštanica i Rakovica. Rzeka ma najwyższe stany wód między listopadem a styczniem a najniższe – latem. Na Unie istnieje kilka wodospadów, z których najwyższy, u ujścia Unaca koło wsi Martin Brod, ma 55 m wysokości. Wody Uny mają pierwszy i drugi stopień czystości.
Dolina Uny na całej swej długości stanowi oś komunikacyjną pogranicza chorwacko-bośniackiego. Biegną nią droga i linia kolejowa łączące Knin przez Bihać i Bosanski Novi z Banja Luką i Zagrzebiem oraz z doliną Sawy. Zlewnia Uny jest również gęsto zamieszkana – żyje tu około 700 tys. ludzi.
Tereny wokół górnego biegu Uny oraz dolnego biegu jej dopływu, Unaca, obejmuje utworzony w 2008 r. Park Narodowy Una.